# БелАЗ-540
«БелАЗ-540» — белорусский советский карьерный самосвал, который выпускался Белорусским автомобильным заводом с 1965 по 1985 год.

## История
Автор дизайна — Валентин Кобылинский. Он определил облик машины: с одноместной асимметрично поставленной кабиной с отрицательным наклоном ветрового стекла и сплошным капотом. В конце 1960 года Кобылинским были сделаны эскизы и чертежи общего вида и каркаса для модели, а в начале 1961 года сделана пластилиновая модель в масштабе 1:10. По ней и уточнённым чертежам конструкторы-кузовщики разработали кабину, облицовку и всё оперение самосвала.
14 сентября 1961 года был произведён первый опытный образец БелАЗ-540. Его отправили в Москву к открытию XXII съезда КПСС. После этого машина на протяжении двух месяцев экспонировалась на ВДНХ CССP. 9 апреля 1962 года первый опытный образец БелАЗ-540 поступил в опытную эксплуатацию в карьер Раздольного серно-химического комбината (Новый роздол). В течение 1962–1963 годов произвели ещё несколько опытных единиц БелАЗ-540, которые проходили заводские испытания. Самосвалы с номерами 6 и 7 были отправлены на приёмочные испытания на Михайловский рудник (Курская область). По результатам заводских и государственных испытаний конструкция самосвала была доработана и техническая документация на него в конце 1963 года выдана на подготовку производства.
Первый вариант дизайна имел двойные фары, объединённые прямоугольными плафонами. Когда позже была поставлена задача использовать ту же кабину и облицовку на более крупной «548-й» модели (грузоподъёмностью 40 т), тогда в качестве унифицированной облицовки появился похожий на «Г» буфер со встроенной в него правой фарой. Эта решило проблему использования унифицированной кабины на автомобилях разной грузоподъёмности.

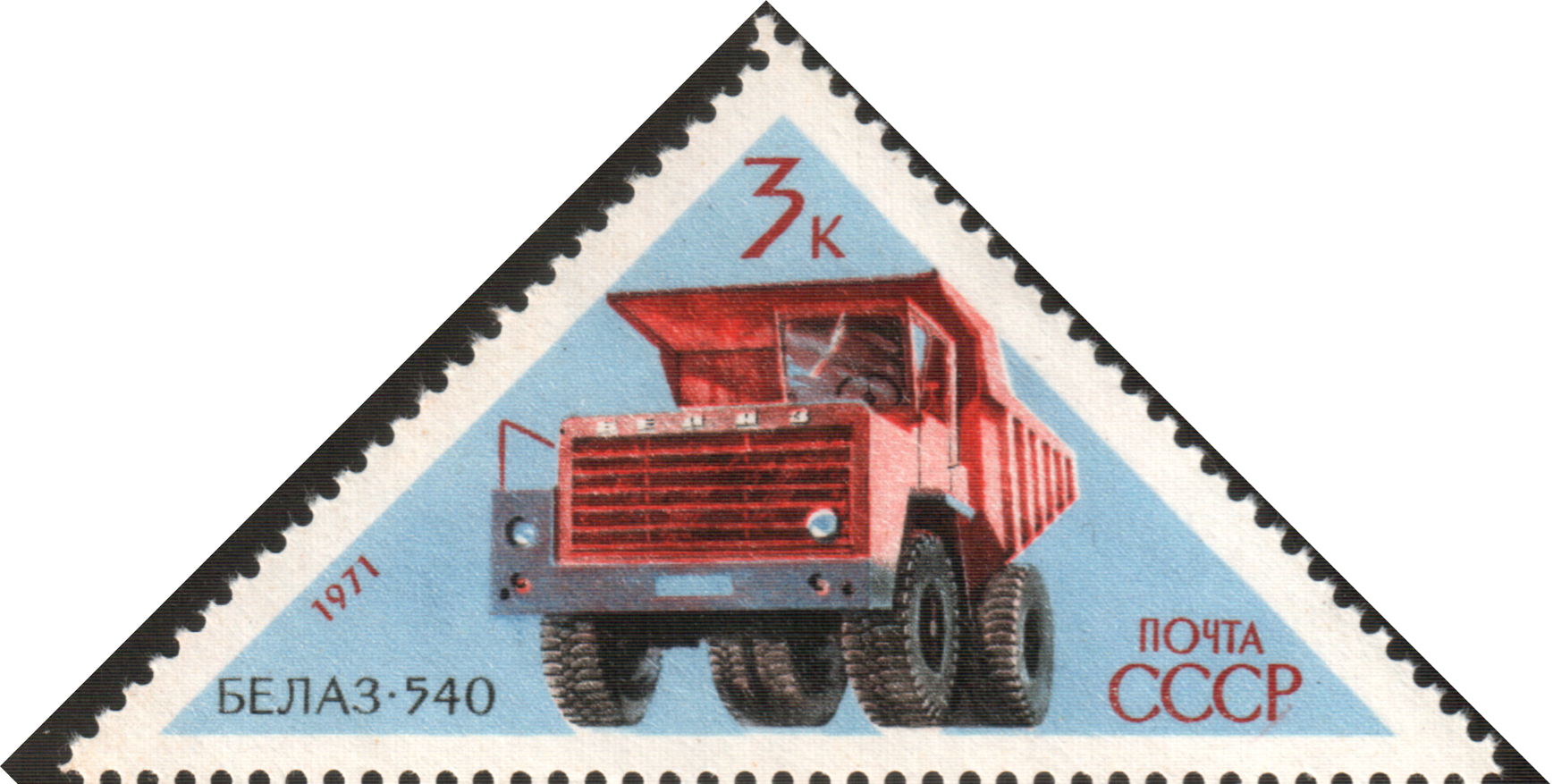
БелАЗ-540 на почтовой марке, 1971

В 1964 году по доработанной документации была произведена промышленная партия в 20 самосвалов, а в 1965 году началось серийное производство. Сначала БелАЗ-540 оборудовался двигателем Д12А-375Б, так как на Ярославском моторном заводе ещё не было освоено серийное производство более совершенного двигателя ЯМЗ-240.
В 1967 году начали выпускать БелАЗ-540А с двигателем ЯМЗ-240. Однако поставки моторов ЯМЗ были недостаточными, поэтому БелАЗ-540 с танковым двигателем продолжал выпускаться одновременно с «540А» до 1974 года.
17 декабря 1976 года был произведён 25-тысячный автомобиль.
С 1985 года на замену БелАЗ-540А стал выпускаться модернизированный самосвал БелАЗ-7522.

## Статистика производства
|             | 1965 | 1966 | 1967 | 1968 | 1969 | 1970 | 1971 | 1972 | 1973 | 1974 | 1975 | 1976  | 1977 | 1978  | 1979 | 1980 | 1981 | 1982 | 1983 | 1984 | 1985 | Всего |
| ----------- | ---- | ---- | ---- | ---- | ---- | ---- | ---- | ---- | ---- | ---- | ---- | ----- | ---- | ----- | ---- | ---- | ---- | ---- | ---- | ---- | ---- | ----- |
| БелАЗ-540   | 300  | 1300 | 1486 | 1413 | 1086 | 711  | 774  | 381  | 456  | 222  | —    | —     | —    | —     | —    | —    | —    | —    | —    | —    | —    | 8129  |
| БелАЗ-540А  | —    | —    | 194  | 507  | 1114 | 1632 | 1628 | 2098 | 2094 | 2279 | 2514 | 2404  | 2173 | 2378  | 1593 | 1379 | 2107 | 2223 | 2258 | 2275 | 2310 | 35160 |
| БелАЗ-540АС | —    | —    | —    | —    | —    | —    | —    | —    | —    | —    | —    | н.д.  | 165  | н.д.  | 175  | 175  | 180  | 180  | 180  | 180  | 180  | >1415 |
| БелАЗ-7510  | —    | —    | —    | —    | —    | —    | —    | 25   | 50   | 102  | 120  | 105   | 105  | 105   | 100  | 100  | 100  | 100  | 100  | 100  | 100  | 1312  |
| Всего       | 300  | 1300 | 1680 | 1920 | 2200 | 2343 | 2402 | 2504 | 2600 | 2603 | 2634 | >2509 | 2443 | >2483 | 1868 | 1654 | 2387 | 2503 | 2538 | 2555 | 2590 | 46016 |

## В кино
Один из опытных БелАЗ-540 снимался в фильме «Королева бензоколонки» (1962).